# Manfred Gärtner (Fußballspieler, 1939)
Manfred Gärtner (* 17. Dezember 1939 in Saarbrücken-Dudweiler) ist ein ehemaliger deutscher Fußballspieler. In der Saison 1967/68 bestritt er drei Bundesligaspiele für den VfB Stuttgart. Darüber hinaus spielte er bei den Sportfreunden Saarbrücken, Fortuna Düsseldorf, dem 1. FC Saarbrücken, Röchling Völklingen und FC Ensdorf in der damals zweitklassigen Regionalliga.

## Laufbahn
Beim ASC Dudweiler begann die fußballerische Karriere von Manfred Gärtner. Im Nordsaarbrücker Stadtteil, bei den Blau-Weißen des ASC, erfuhr er in der 2. Liga Südwest die ersten sportlichen Herausforderungen im Ligaalltag. Zur Runde 1961/62 wechselte er in den Stadtteil Burbach, zu den Rot-Weißen der Sportfreunde Saarbrücken in die damalige regionale Erstklassigkeit der Fußball-Oberliga Südwest. In seiner ersten Oberligasaison kam er in elf Einsätzen auf vier Tore und die Sportfreunde belegten den achten Rang. Im letzten Jahr der alten erstklassigen Oberliga, 1962/63, gehörte er mit 29 Ligaeinsätzen und wiederum vier Toren bereits der Stammformation der Elf aus Burbach an, die am Rundenende auf dem sechsten Rang einkam. Mit 40 Oberligaeinsätzen und acht Toren war das Kapitel Oberliga für Gärtner im Sommer 1963 beendet und er spielte in der Runde 1963/64 mit seinem Verein in der neuen Zweitklassigkeit der Regionalliga Südwest. Mit Mitspielern wie Horst Zingraf (Torhüter), Hans-Jürgen Massion, Josef Christ und Johannes Löhr (35 Tore) belegten die Sportfreunde mit Mittelläufer Gärtner, er hatte in 36 Ligaspielen vier Tore erzielt, den achten Rang. Löhr schloss sich dem Bundesligisten 1. FC Köln an und Gärtner unterschrieb zur Runde 1964/65 einen neuen Vertrag bei Fortuna Düsseldorf in der Regionalliga West.
Bei der Fortuna debütierte der Mann aus dem Saarland am 30. August 1964, bei einer 0:2-Auswärtsniederlage gegen Westfalia Herne, in der Regionalliga West. Er konnte sich aber im Team von Trainer Kuno Klötzer und Mitspielern wie Hans-Josef Hellingrath, Karl Hoffmann, Peter Meyer, Reinhold Straus und Jürgen Schult nicht durchsetzen und musste sich mit insgesamt zehn Einsätzen begnügen. Aber auch den zwei anderen Neuzugänge Klaus Beckfeld (3-0) und Gert Fröhlich (7-2) erging es bei der Fortuna nicht besser; Düsseldorf erreichte den 3. Rang. Gärtner beendete nach einem Jahr den Aufenthalt in Düsseldorf und kehrte wieder in das Saarland zurück, er unterschrieb zur Saison 1965/66 einen Vertrag beim 1. FC Saarbrücken.
In zwei Runden in der Regionalliga Südwest wurde er zweimal Vizemeister mit dem 1. FC Saarbrücken. Hatte er 1966 verletzungsbedingt nicht in der Bundesligaaufstiegsrunde mitwirken können, lief er 1967 in allen acht Spielen gegen die Konkurrenten Alemannia Aachen, Offenbacher Kickers, Göttingen 05 und Tennis Borussia Berlin auf und erzielte dabei drei Tore. Am 18. Juni zeichnete er sich auf dem Bieberer Berg bei einem 4:3-Erfolg gegen die dortige Nuber-Elf mit zwei Toren aus und beim 3:0-Heimerfolg am 21. Juni gegen den Aufsteiger Aachen gelang Gärtner der dritte Treffer. Zumeist lief der 1. FCS in der Läuferreihe mit Gärtner, Anton Burghardt und Gerd Werthmüller auf. Insbesondere seine starke Leistung in der Aufstiegsrunde führte dazu, dass der Bundesligist VfB Stuttgart Gärtner einen Lizenzspielervertrag anbot und er dieses Angebot annahm und zur Saison 1967/68 ins Schwabenland wechselte.
Unter Trainer Gunther Baumann lief er in der Hinrunde dreimal in Serie für den VfB in der Bundesliga auf: Am 4. November 1967 bei einem 2:0-Heimerfolg gegen Hannover 96, er bildete dabei mit Theodor Hoffmann und Klaus-Dieter Sieloff die Läuferreihe, gegen den FC Bayern München (1:3) und am 18. November bei einem 4:1-Heimerfolg gegen Borussia Dortmund. Im VfB-Team um Horst Köppel, Gilbert Gress, Bo Larsson und Karl-Heinz Handschuh fasste er nicht Fuß. Nach einem Jahr wurde der Vertrag aufgelöst und er kehrte erneut in das Saarland zurück, jetzt unterschrieb er zur Saison 1968/69 beim SV Röchling Völklingen.
Völklingen kam in zwei Runden mit Gärtner nicht über einen 12. und 13. Rang hinaus; Gärtner erzielte in 49 Ligaeinsätzen für Röchling neun Tore. Zur Runde 1970/71 zog er sich aus dem Vertragsspielerlager zurück und schloss sich dem FC Teutonia Landsweiler-Reden in der Amateurliga Saarland an. Zur Saison 1972/73 wurde er Spielertrainer beim FC Ensdorf und gewann die Meisterschaft im Saarland und setzte sich daran anschließend in der Aufstiegsrunde zur Regionalliga Südwest gemeinsam mit der SG Eintracht Bad Kreuznach durch. Mit 33 Jahren trat er als Spielertrainer 1973/74 in der Regionalliga mit Ensdorf an. Die Runde endete mit 8:52 Punkten auf dem 16. und letzten Rang; auswärts war Ensdorf mit 1:29 Zählern völlig überfordert. Zum 31. März 1974, nach dem 27. Spieltag und einer 0:5-Auswärtsniederlage beim SV Alsenborn, beendete Gärtner seine Spielertrainer-Tätigkeit beim Fußballclub Ensdorf. Selbst war er nochmals in 15 Spielen in der Regionalliga aufgelaufen und hatte dabei ein Tor erzielt. Insgesamt hat Gärtner in der Regionalliga Südwest 135 Spiele bestritten und 20 Tore erzielt.
Mit Stand 2018 gehört er neben Werner Cartarius, Herbert Binkert, Werner Otto und Gerd Roland dem Ehrenrat des 1. FC Saarbrücken an.